# Servi Sulpici Rufus (cònsol)
Servi Sulpici Ruf (o Rufus; llatí: Servius Sulpicius Rufus), de la tribu Lemònia, va ser un orador i jurista romà de rang eqüestre, amic de Ciceró i d'edat similar (Ciceró va néixer el 106 aC). Formava part de la gens Sulpícia.
Va estudiar amb Ciceró al que va acompanyar a Rodes (78 aC) i Quint Muci Escèvola el gran jurista, el va encoratjar. Es va dedicar a la jurisprudència, matèria en la qual va sobrepassar als seus mestres Luci Balb i Aquil·li Gal. Com a orador es considera que només era inferior a Ciceró.
Va ser qüestor al districte d'Òstia l'any 74 aC, edil curul el 69 aC, pretor el 65 aC i candidat al consolat l'any 63 aC. En l'elecció a cònsol no va ser elegit i va denunciar per suborn a Murena al qual van defensar Ciceró, Hortensi i Marc Cras. L'any 52 aC va ser interrex i va nomenar cònsol únic a Gneu Pompeu Magne. El 51 aC va ser cònsol junt amb Marc Claudi Marcel. A la Segona guerra civil va ser partidari de Cèsar, i després de la batalla de Farsàlia el van nomenar procònsol d'Acaia (46 aC o 45 aC). Durant el seu govern el seu antic col·lega Marcel va ser assassinat al Pireu.
L'any 43 aC el senat romà el va enviar, junt amb Luci Marci Filip i Luci Calpurni Pisó, en una missió davant Marc Antoni que estava assetjant a Dècim Juni Brut a Mutina. Sulpici Ruf, que estava delicat de salut, va morir al campament de Marc Antoni. Ciceró va llegir el seu panegíric al senat romà i se li va decretar funeral públic i l'erecció d'una estàtua de bronze a la rostra.
Estava casat amb una dona anomenada Postúmia i va deixar un fill també de nom Servi Sulpici Ruf.
Va deixar alguns escrits jurídics entre els quals probablement un comentari sobre les lleis de les dotze taules, Ad Edictum, Notae ad Mucium, De Dotibus i diversos llibres de De Sacris Detestandis, entre d'altres dels quals les notícies són fragmentàries. Quintilià parla d'alguns discursos (Orationes). Ciceró diu que va escriure també alguna poesia eròtica.